# Alanqa
Alanqa – rodzaj pterozaura z rodziny azdarchidów (Azhdarchidae) żyjącego na początku późnej kredy na obecnych terenach Afryki. Został opisany w 2010 roku przez Nizara Ibrahima i współpracowników w oparciu o pięć fragmentów szczęk odkrytych w złożach Kem Kem w Maroku. Holotypem jest spojenie żuchwy oznaczone numerem katalogowym FSAC-KK 26. Dwa fragmenty (BSP 1993 IX 338 i BSP 1996 I 36) zostały po raz pierwszy opisane w 1999 roku przez Petera Wellnhofera i Érica Buffetauta i wstępnie zidentyfikowane jako należące do pteranodontów, jednak z taką interpretacją nie zgodzili się Aleksander Awerianow i współpracownicy, którzy zasugerowali, że skamieniałości te należą do azdarchidów. W Kem Kem odnaleziono również szczątki szkieletu pozaczaszkowego azdarchidów – Ibrahim i in. nie zdecydowali się przypisać ich do Alanqa saharica, jednak ich zdaniem hipoteza taka jest prawdopodobna. Holotyp składa się z trzech sąsiadujących fragmentów o łącznej długości 344 mm – długość brakującej części oszacowano na podstawie porównań z innymi azdarchidami na około 80 mm. Długość żuchwy FSAC-KK 26 wynosiła prawdopodobnie około 67,5 cm. Większość szczątków odnalezionych w Kem Kem – w tym również holotyp – należała do osobników o rozpiętości skrzydeł wynoszącej 3–4 m, jednak fragment dużego kręgu szyjnego, prawdopodobnie również należący do Alanqa saharica, sugeruje, że przedstawiciele tego gatunku mogli osiągać nawet 6 m rozpiętości skrzydeł. Szczęki były proste i ostro zakończone, podobnie jak należące do rodzajów Zhejiangopterus i Quetzalcoatlus, co wspiera hipotezę o przynależności A. saharica do Azhdarchidae. Nie odnaleziono żadnych zębodołów, co dowodzi, że Alanqa była bezzębna. Szczęki prawdopodobnie pokrywała ramfoteka.

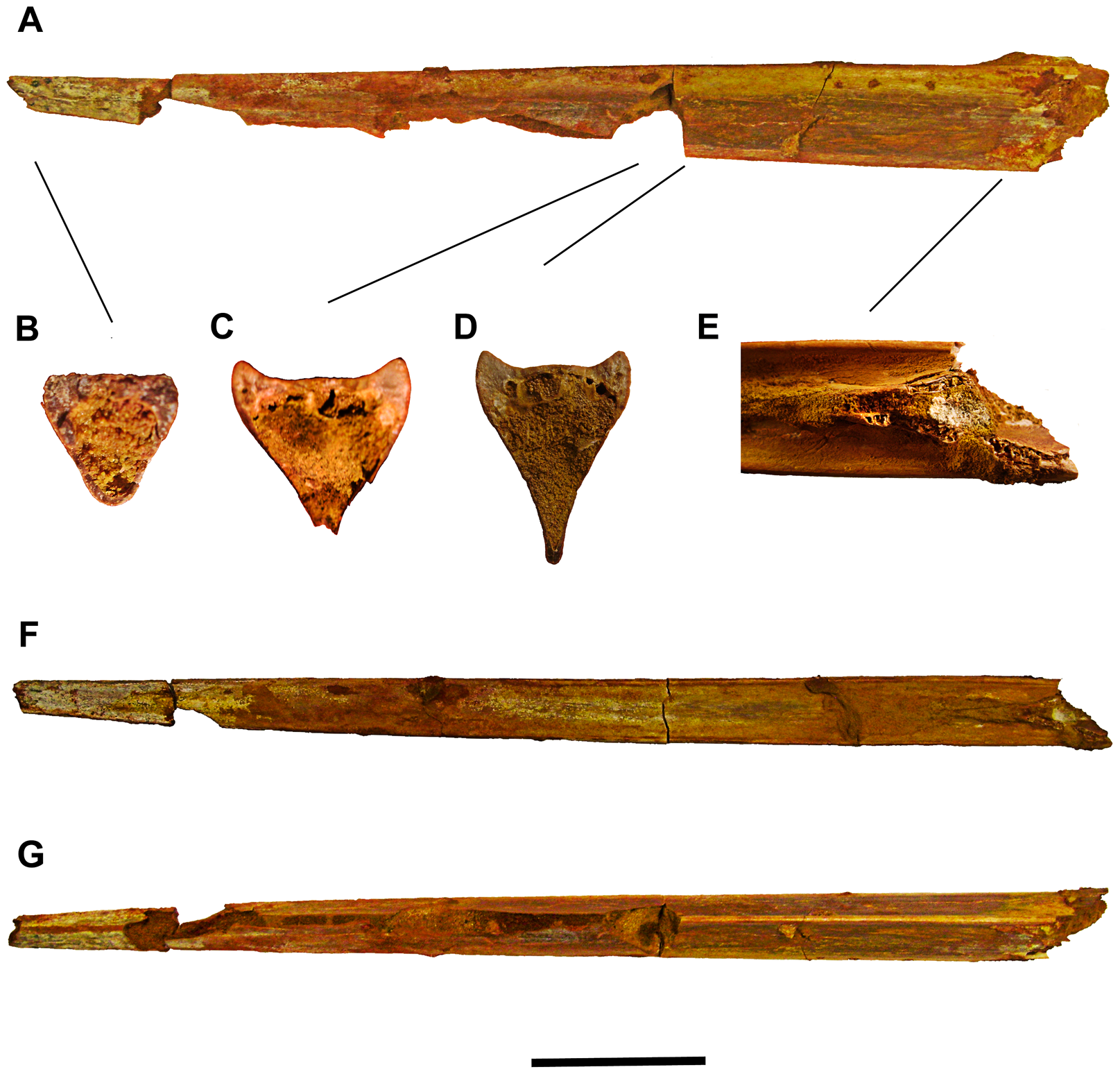
Holotyp Alanqa saharica

Dokładne datowanie osadów Kem Kem, w których odkryto szczątki A. saharica, jest niepewne. Panuje konsensus, że powstały one pod koniec wczesnej lub na początku późnej kredy – ze względu na duże podobieństwa w faunie kręgowców do egipskiej formacji Baharija, datowanej na najwcześniejszą górną kredę, uważa się, że skały Kem Kem powstały w cenomanie. Gatunkiem typowym rodzaju Alanqa jest A. saharica. Nazwa rodzajowa pochodzi od arabskiego al Anqa – przypominającego feniksa mitycznego stworzenia, podobnego do Simurgha z mitologii perskiej. Nazwa gatunkowa saharica pochodzi od Sahary i odnosi się do miejsca odnalezienie holotypu. Odkrycie Alanqa dowodzi, że azdarchidy, znane wcześniej niemal wyłącznie z Laurazji, rozprzestrzeniły się na tereny Gondwany na początku późnej kredy.